# Hey Jude/Hey Bing!
Hey Jude/Hey Bing! – winylowy album studyjny piosenkarza Binga Crosby'ego nagrany 21 i 25 listopada 1968 roku, wydany w 1969 roku przez Amos Records. Orkiestrą i chórem dyrygował Jimmy Bowen, który również wyprodukował album. Na albumie znalazł się cover słynnej piosenki The Beatles pt. „Hey Jude”.
Album ten nigdy nie ukazał się na płycie CD.

## Lista utworów
Glen Hardin zaaranżował utwory 4 i 6–10, Jimmie Haskell utwory 2, 3 i 5, a Mike Post zaaranżował utwór 1.

### Strona pierwsza
1. „Hey Jude”
2. „Little Green Apples”
3. „Livin' On Lovin'”
4. „Just For Tonight”
5. „Both Sides Now”

### Strona druga
1. „Lonely Street”
2. „The Straight Life”
3. „It's All In The Game”
4. „More And More”
5. „Those Were The Days”